# Mandritsaria
Mandritsaria es un género de escarabajos de la familia Buprestidae.

## Especies
- Mandritsaria ambositrensis Descarpentries, 1968
- Mandritsaria antamponensis Descarpentries, 1968
- Mandritsaria catalai Descarpentries, 1968
- Mandritsaria inaequalis (Gory & Laporte, 1839)
- Mandritsaria payrierasi Descarpentries, 1968
- Mandritsaria sicardi Descarpentries, 1968
- Mandritsaria vadoni Descarpentries, 1968